# Wesselburen
Wesselburen – miasto w północnych Niemczech w kraju związkowym Szlezwik-Holsztyn, w powiecie Dithmarschen, wchodzi w skład związku gmin Büsum-Wesselburen.

## Współpraca
- Dobra, Polska